# Com Truise
Com Truise, de son vrai nom Seth Haley, est un musicien d'electro originaire d’Oneida, dans l'État de New York. Il est actuellement basé à Princeton, New Jersey. Son nom de scène est un jeu de mots avec le nom de Tom Cruise.

## Biographie
À ses débuts, il était un DJ drum and bass avant de trouver le style qui le caractérise aujourd'hui ; il composait sous les pseudonymes Sarin Sunday, SYSTM, et Airliner. Ancien directeur artistique, il a d'abord démissionné avant de commencer sa carrière musicale.
Com Truise sort en juin 2010 son premier EP, Cyanide Sisters. À l'origine en téléchargement libre, il est ensuite réédité sous format numérique par Ghostly International. Par la suite, un remix de Encom Part II fait sa parution sur l'album Tron: Legacy Reconfigured des Daft Punk. En juin 2011 parait son premier album, Galactic Melt. Son deuxième album In Decay, toujours dans le même style musical, sort en juillet 2012. Toujours en 2011, Com Truise a également travaillé avec un batteur du nom de Rory O'Connor.
En février 2022, Com Truise produit la chanson de la publicité virale du Super Bowl LVI de Coinbase. Il sample la reprise Money (That's What I Want) des Beatles. En avril 2022, il publie un cours sur la production musicale avec l'école de musique en ligne Soundfly.

## Style musical
Sa musique est très fortement influencée par celle de Boards of Canada, avec une production basée sur des sons vintages tendance 80s. Il est le créateur d'un genre musical expérimental appelé le « mid-fi synth-wave, slow-motion funk. »

## Discographie

### Albums studio
- 2011 : Galactic Melt (Ghostly International, juin 2011)
- 2012 : In Decay (Ghostly International, juillet 2012)
- 2017 : Iteration (Ghostly International, juin 2017)
- 2019 : Persuasion System (Ghostly International, mai 2019)
- 2020 : In Decay, Too (Ghostly International, décembre 2020)

### EP
- 2010 : Cyanide Sisters (AMDISCS, juin 2010)
- 2011 : Cyanide Sisters (réédition) (Ghostly International, janvier 2011)
- 2011 : Fairlight EP (Ghostly International, septembre 2011)
- 2014 : Wave 1 EP (Ghostly International, février 2014)
- 2016 : Silicon Tare EP (Ghostly International, avril 2016)
- 2023  : Brokendate (Ghostly International, mars 2023), EP anniversaire célébrant les 10 ans de la réédition de Galactic Melt[6]

### Remixes
- 2010 : FOE - A Handsome Stranger Called Death (Com Truise RMX)
- 2010 : Neon Indian - Sleep Paralysist (Com Truise 'Disorder' Remix)
- 2010 : Neon Indian - Sleep Paralysist (Com Truise 'Eyelid' Remix)
- 2010 : Twin Shadow - Castles In The Snow (Com Truise Remix)
- 2011 : Franklin - I Know (Com Truise Remix)
- 2011 : Daft Punk - Encom Part 2 (Com Truise Remix)
- 2011 : Hussle Club - Loose Tights (Com Truise Tight Pants Remix)
- 2011 : Ana Lola Roman - Klutch (Com Truise Remix)
- 2011 : Locussolus - Throwdown (Com Truise Remix)
- 2011 : Foster the People - Helena Beat (Com Truise Remix)
- 2012 : Arsenal - One Day At A Time (Com Truise Remix)
- 2012 : ZZ Ward - Criminal ft Freddie Gibbs (Com Truise Remix)
- 2012 : Saint Michel - Katherine (Com Truise Remix)
- 2012 : Sky Ferreira - Red Lips (Com Truise Remix)
- 2012 : Maroon 5 - One More Night (Com Truise Remix)
- 2012 : Sally Shapiro - What Can I Do (Com Truise Remix)
- 2013 : El Ten Eleven - Thanks Bill (Com Truise Remix)
- 2013 : Stars - Hold On When You Get Love And Let Go When You Give It (Com Truise Remix)
- 2013 : Everything Everything - Kemosabe (Com Truise Remix)
- 2013 : Charli XCX - What I Like (Com Truise Remix)
- 2013 : Darkness Falls - Timeline (Com Truise Remix)
- 2013 : Blood Diamonds feat. Dominic Lord - Barcode (Com Truise Remix)
- 2013 : The Twilight Sad - Sick (Com Truise Remix) (October 2013)
- 2013 : Kris Menace feat. Lawrence LT Thompson - Love Is Everywhere (Com Truise Remix)
- 2013 : beGun - Shanghai (Com Truise Remix)
- 2013 : Bloodgroup - Mysteries Undone (Com Truise Remix)
- 2013 : Flight Facilities - Stand Still feat. Micky Green (Com Truise Remix)
- 2013 : The Knocks - Learn To Fly (Com Truise Remix)
- 2014 : Hollow and Akimbo - Singularity (Com Truise Remix)
- 2014 : Client Liaison - Free Of Fear (Com Truise Remix)
- 2014 : Junior Prom - Sheila Put The Knife Down (Com Truise Remix)
- 2014 : Weeknight - Dark Light (Com Truise Remix)
- 2014 : Tapioca And The Flea - Take It Slow (Com Truise Remix)
- 2014 : Tycho - Awake (Com Truise Remix)
- 2014 : Bear Hands - Agora (Com Truise Remix)
- 2015 : Kodak to Graph - IAMANTHEM (Com Truise Remix)
- 2015 : Phantoms - Broken Halo (feat. Nicholas Braun) [Com Truise Remix]
- 2016 : Digitalism - Battlecry (Com Truise Remix)
- 2016 : Midnight To Monaco - One In A Million (Com Truise Remix)
- 2016 : Deftones - Prayers/Triangles (Com Truise Remix)
- 2016 : Deadmau5 - Strobe (Com Truise Remix)
- 2019 : All Hail the Silence – City Lovers (Com Truise Remix)
- 2019 : Dua Saleh - Warm Pants (Com Truise Remix)[7]
- 2020 : Tycho – No Stress (Com Truise Remix)[8]